# Nazaré (telenovela)
Pour les articles homonymes, voir Nazaré.
Nazaré  est une telenovela portugaise produite et diffusée entre le 9 septembre 2019 et le 8 janvier 2021 sur SIC.
En France d'outre-mer, le feuilleton a été remonté en 141 épisodes de 45 minutes et diffusé entre le 31 octobre 2023 et le 1er mars 2024 sur le réseau La 1ère.

## Synopsis
Nazaré est une jeune femme déterminée et prête à tout pour sauver la vie de sa mère qui a besoin d'une opération coûteuse. Épaulée par Toni, son amour d’enfance, elle multiplie les petits boulots pour économiser l’argent nécessaire.
De son côté, Antonio Blanco, un magnat du bois, confronte son frère Félix qui vole dans les caisses de la société. Il lui intime de quitter ses fonctions ainsi que la maison familiale. Au lieu de cela, Felix va commanditer un feu de forêt pour camoufler l’assassinat d’Antonio et de son fils Duarte.
Cet incendie va avoir des conséquences sur la vie de tous.

## Distribution

### Rôles principaux
| Acteur/Actrice          | Personnage                                  |
| ----------------------- | ------------------------------------------- |
| Carolina Loureiro       | Nazaré Gomes Blanco                         |
| José Mata               | Duarte Tavares Blanco                       |
| Afonso Pimentel         | António «Toni» Silva                        |
| Albano Jerónimo         | Félix Blanco                                |
| Sandra Barata Belo      | Verónica Blanco                             |
| Filipa Areosa           | Bárbara Soares                              |
| Tiago Teotónio Pereira  | Rui Tavares                                 |
| Manuela Couto           | Natália Tavares                             |
| Rogério Samora          | Joaquim Gomes / Carlos Sampaio (nome falso) |
| Custódia Gallego        | Matilde dos Santos Gomes                    |
| Inês Castel-Branco      | Laura Vaz                                   |
| Rui Unas                | Heitor Carvalho                             |
| Ruy de Carvalho         | Floriano Marques                            |
| Márcia Breia            | Ermelinda Marques                           |
| Carlos Areia            | João Pereira                                |
| Luísa Cruz              | Glória Silva                                |
| Gonçalo Diniz           | Gonçalo Vaz                                 |
| Carla Andrino           | Dolores Soares                              |
| Bárbara Norton de Matos | Sofia Carvalho                              |
| Pedro Sousa             | Matias Silva                                |
| Liliana Santos          | Cláudia Fontes                              |
| Tiago Aldeia            | Ismael Pinto                                |
| Guilherme Moura         | Bernardo Maria Telles Blanco                |
| Raquel Sampaio          | Olívia Carla Dias Pereira                   |
| Joana Aguiar            | Érica Telles Blanco                         |
| Madalena Aragão         | Carolina «Carol» Carvalho                   |
| João Maneira            | Cristiano «Cris» Vaz                        |
| Laura Dutra             | Ana Vaz                                     |
| Filipe Matos            | Luís Soares                                 |
| João Diogo Ferreira     | Pipo Carvalho                               |
| António Pedro Cerdeira  | Nuno Saavedra                               |
| Rita Lello              | Amélia Marques                              |
| Joel Branco             | Josué Moreira                               |
| Oceana Basílio          | Júlia Neves                                 |
| Mikaela Lupu            | Vânia Costa                                 |
| Miguel Costa            | Adolfo Frisado                              |
| Igor Regalla            | Gilberto «Gil» Fragoso                      |
| Catarina Bonnachi       | Sónia Costa                                 |
| Margarida Serrano       | Alice Moreira                               |
| Virgílio Castelo        | António Blanco                              |
| Aurea                   | Patrícia Finote                             |
| Martinho Silva          | Rogério Castro                              |
| Gonçalo Oliveira        | Tiago Castro                                |
| Grace Mendes            | Isabel d'Aires                              |
| Fernando Nobre          | Roberto Neves                               |

## Version française
La version française est assurée par Studio Plug-in au Maroc.
Avec les voix de Mounia Bennis, Martin Girard, Michael Paolinetti, Olivier Mutelet, Letizia Costantini, Mouna Belgrini, Fanny Dalmau, Hamza Toujiri, Layla Hajji, Emmanuelle Brindel, Corinne Troisi, Guillaume Escaffre, Sophie Pastrana, Dominique Saouri, Christophe Cerino, Serge Barreau, Farida Hamou, Adrien Caminada, Eric Cuvelier, Hélène Tran, Saad Laroui, Rodolphe Abbassi, Michele Lepez, Jean-Albert Margaine, Anna Fhima, Antoine Pinault, Abdellah Zelloufi, Ines Elouarga et Saad Jawal.